# Cosmarium cyclicum
Cosmarium cyclicum  là một loài Song tinh tảo trong họ Desmidiaceae, thuộc chi Cosmarium.